# 막스 플랑크 진화 인류학 연구소

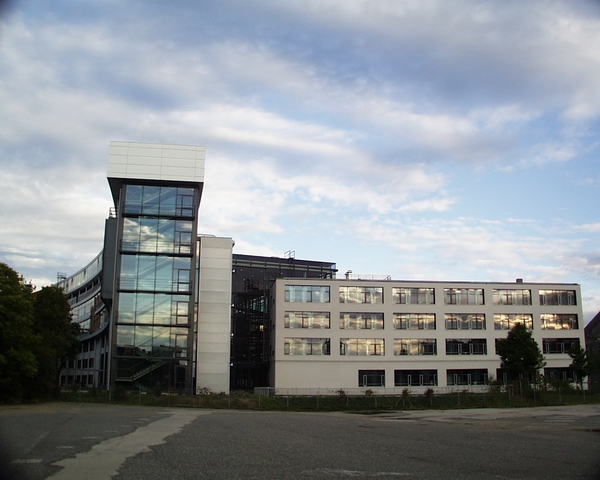
독일 라이프치히에 있는 MPI EVA 본관

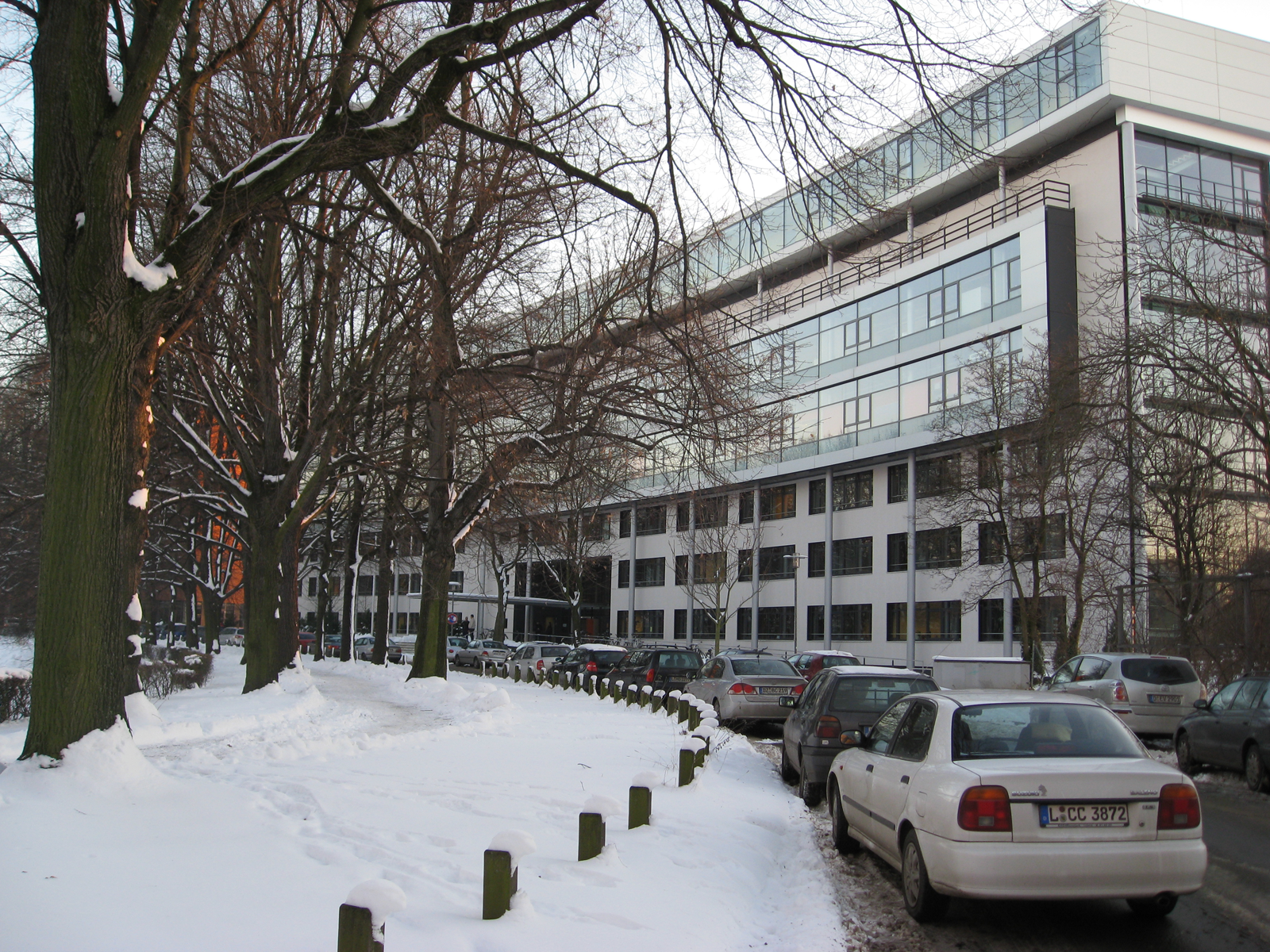
알테 메세 근처 연구소의 거리 풍경

막스 플랑크 진화 인류학 연구소(독일어: Max-Planck-Institut für evolutionäre Anthropologie, MPI EVA)는 독일 라이프치히에 본사를 두고 1997년 설립된 연구소이다. 막스 플랑크 협회 네트워크의 일부이다.
현재 이 연구소에 소속된 유명 과학자로는 창립 소장인 스반테 페보와 Johannes Krause (유전학), Christophe Boesch (영장류학), Jean-Jacques Hublin (진화 인류학), Richard McElreath (진화 생태학), Russell Gray (언어 및 문화적 진화)가 있다.

## 부서
연구소에는 6개 부서, 여러 연구 그룹, 라이프치히 인류 기원 스쿨로 구성되어 있다. 현재 연구소에는 약 375명이 근무하고 있다. 1998년부터 2015년까지 존재했던 구 언어학과는 2015년 5월 학과장 버나드 콤리 (Bernard Comrie)가 퇴임하면서 문을 닫았다. 종전의 발달 및 비교 심리학 부서는 1998년부터 2018년까지 마이클 토마셀로의 감독 하에 운영되었다.
- 고고학과 ( Johannes Krause )

- 비교문화 심리학과 ( 다니엘 혼 )

- 진화유전학과( 스반테 페보 )
  - 네안데르탈인 등(Svante Pääbo)
  - 인류 인구의 역사( 마크 스톤킹 )
  - 생물정보학을 위한 미네르바 연구 그룹(Janet Kelso)
  - 고급 DNA 서열 분석 기술( Matthias Meyer )
  - 단일 세포 유전체학에 관한 막스 플랑크 연구 그룹(Barbara Treutlein)
  - 공간과 시간을 통한 유전적 다양성(벤 피터)

- 인간 행동, 생태 및 문화학과 ( Richard McElreath )
  - 비교행동생태학
  - 문화진화연구실의 이론
  - 타이 침팬지 프로젝트(Roman Wittig)
  - ERC - 원숭이 부착 프로젝트(Catherine Crockford)
  - 뇌 연결의 진화

- 인간 진화학과 ( Jean-Jacques Hublin )

- 언어문화 진화학과( 러셀 그레이 )

## 네안데르탈인 게놈
2006년 7월, 막스 플랑크 진화인류학 연구소와 454 생명과학에서는 네안데르탈인 게놈의 서열을 분석 할 것이라고 발표했다. 이 연구 결과는 40억 염기쌍의 네안데르탈인 DNA 분석을 기반으로 네안데르탈인 게놈의 초기 초안을 자세히 설명하는 2010년 5월 저널 《사이언스》에 게재되었다. 네안데르탈인 게놈과 인간 게놈을 비교하면 네안데르탈인에 대한 이해는 물론 인간과 인간 두뇌의 진화에 대한 이해가 넓어질 것이라고 생각되었다. 이 연구는 네안데르탈인과 해부학적 현생인류 사이에 일부 유전자 혼합이 발생했음을 확인하고 그들의 게놈 요소가 비아프리카 현생인류의 게놈 요소에 남아 있다는 증거를 제시했다.
DNA 연구자인 스반테 페보는 70개 이상의 네안데르탈인 표본을 테스트한 결과 표본 추출에 충분한 DNA를 보유한 표본 하나만 발견했다. 1980년 크로아티아 빈디자 동굴 에서 발견된 대퇴골의 38,000년 된 뼈 조각에서 얻은 예비 DNA 염기서열 분석 결과, 네안데르탈인과 호모 사피엔스는 DNA의 약 99.5%를 공유하는 것으로 나타났다. 두 종은 약 50만 년 전에 공통 조상을 공유한 것으로 추정된다. 《네이처》 기사의 저자는 두 종이 약 516,000년 전에 갈라졌다고 계산한 반면, 화석 기록은 약 400,000년 전의 시간을 보여준다. 과학자들은 DNA 기록을 통해 종들 사이에 교배가 있었다는 이론을 확인하거나 부정하기를 희망하고 있다.

## 초기의 호모 사피엔스
막스 플랑크 진화인류학 연구소가 연대 측정을 실시한 결과 , 제벨 이르후드 유적지와 그곳의 호모 사피엔스 화석이 처음 생각했던 것보다 훨씬 오래되었다는 사실이 밝혀졌다. 새로운 발굴 결과 최소 5명의 유해와 다수의 석기들이 드러났다. 발견된 유물에는 성인 3명, 청소년 1명, 7세 반쯤 된 어린이 1명의 두개골, 턱뼈, 치아, 사지뼈 일부가 포함되어 있었다. 그 뼈는 얼굴이 오늘날 인간의 뼈와 비슷해 보였지만 아래턱이 훨씬 더 크고 뇌가 길었다. 이 두개골은 대륙 반대편인 남아프리카 공화국의 플로리스바드에서 발견된 26만년 전의 두개골과 유사한 특징을 갖고 있으며, 제벨 이르후드의 발견을 토대로 호모 사피엔스의 것으로 여겨졌다.

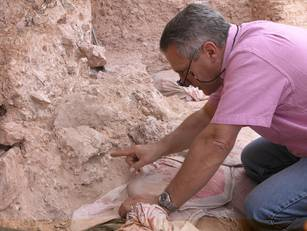
모로코의 제벨 이르후드(Jebel Irhoud)에서 장자크 후블린이 부서진 인간 두개골(Irhoud 10)을 가리키는데, 두개골의 안와가 손가락 끝 바로 너머로 보인다.

도구는 가젤 뼈와 숯 덩어리와 함께 발견되었는데, 이는 동굴에서 불이 있었고 아마도 요리 행위가 있었음을 나타낸다. 가젤 뼈는 잘린 자국, 골수 추출과 일치하는 홈, 탄화 등 도살 및 요리의 특징적인 징후를 보여주었다. 도구 중 일부는 아마도 버려진 후에 그 위에 불이 붙어 타 버렸을 것이다. 이를 통해 연구자들은 열발광 연대 측정을 사용하여 연소가 발생한 시기를 확인하고 대리로 동일한 퇴적층에서 발견된 화석 뼈의 연대를 확인할 수 있었다. 불에 탄 도구의 연대는 약 315,000년 전으로 추정되며, 이는 화석이 거의 같은 연대임을 나타낸다. 이 결론은 도구의 연령 범위와 호환되는 연령 범위를 생성한 Irhoud 3 하악의 연령을 대략 280,000~350,000년으로 다시 계산함으로써 확인되었다. 2017년 현재, 이 유해는 호모 사피엔스의 가장 초기에 알려진 사례가 될 것이다.
이는 현생인류가 약 200,000년 전 동아프리카에서 출현한 것이 아니라, 인간이 이미 100,000년 전에 아프리카 전역에 걸쳐 존재했을 수도 있다는 것을 시사한다. 장-자크 후블린(Jean-Jacques Hublin)에 따르면, "초기 호모 사피엔스가 대륙 전역에 흩어졌고 인류 현대성의 요소들이 서로 다른 장소에 나타났기 때문에 아프리카의 여러 지역이 오늘날 우리가 현대 인류라고 부르는 것의 출현에 기여했다는 생각입니다." 초기 인류는 약 300,000~330,000년 전에 "녹색 사하라"를 만든 습한 기후로 인해 확산이 촉진된 아프리카 전역에 분산된 대규모 교배 인구로 구성되었을 가능성이 있다. 따라서 현대 인류의 출현은 아프리카의 특정 지역에 국한된 것이 아니라 대륙의 규모로 일어났을 수 있다.

## 세계 언어 구조 지도
2005년에는 연구소의 전 언어학과의 프로젝트인 세계 언어 구조 지도가 출판되었다. 지도책은 140개 이상의 지도로 구성되어 있으며 각 지도에는 전 세계 120~1370개 언어에 대한 특정 언어 기능(예: 형용사 및 명사의 순서 )이 표시되어 있다. 2008년에는 지도책이 온라인으로 출판되었으며, 기본 데이터베이스는 무료로 제공되었다.
그들은 또한 2015년까지 Glottolog를 유지 관리했는데, 그 후 예나에 있는 막스 플랑크 인류사 과학 연구소가 이를 인수했다.

## 유아기 언어 습득
연구소의 연구원들은 초기 유아 대화를 분석하여 이후 대화의 구조를 예측하는 컴퓨터 모델을 개발했다. 그들은 유아들이 특정한 종류의 단어를 입력할 수 있는 슬롯을 통해 자신만의 개별적인 말하기 규칙을 개발한다는 것을 보여주었다. 유아의 언어에서 추론된 규칙은 전통적인 문법보다 후속 언어에 대한 더 나은 예측 변수였다.

## 같이 보기
- 막스 플랑크 인류사 과학 연구소